# مصطفی جنگی‌زهی
مولوی مصطفی جنگی زهی (۱۶ مرداد ۱۳۳۳ - ۳۰ دی ۱۳۹۰) امام جمعهٔ شهر راسک شهرستان سرباز سیستان و بلوچستان بود که در راه چابهار-سرباز توسط عملیات ترور درگذشت. وی یکی از فرماندهان بسیج منطقه و از مخالفان سازمان جندالله بود.

## زندگی‌نامه
مصطفی جنگی زهی در در ۱۶ مرداد ۱۳۳۳ خورشیدی در یکی از روستاهای شهرستان سرباز به نام تیغ آب بدنیا آمد. تحصیلات اولیه را نزد پدر دید و برای ادامه تحصیلات در رشته علوم دینی به پاکستان رفت.

## ترور
هنگامی که وی داشت در راه به روستایش بازمی‌گشت، دو موتورسوار او و همراهش را می‌کشند و از محل می‌گریزند.

## دستگیری عاملان
وزارت اطلاعات ۲۳ فروردین ۱۳۹۱ خبر داد که ۱۵ تن از عاملان این ترور را دستگیر کرده‌است.
در بخشی از اطلاعیه آمده‌بود:
به استحضار ملت شریف ایران می‌رساند به دنبال ترور ناجوان‌مردانهٔ مولوی شهید مصطفی جنگی زهی از علمای فرهیخته و استکبار ستیز استان سیستان و بلوچستان در زمستان سال گذشته، شناسایی عوامل جنایت‌پیشهٔ این ترور به طور جدی در دستور کار وزارت اطلاعات قرار گرفت.
اقدامات اطلاعاتی-امنیتی فشرده و همه‌جانبهٔ سربازان گمنام امام زمان (عج) به ویژه در ادارهٔ کل اطلاعات استان سیستان و بلوچستان، منجر به شناسایی عوامل اصلی آن جنایت گردید و با عملیات برق‌آسای صورت‌گرفته، تاکنون ۱۵ نفر از تروریست‌ها و هسته‌های پیشتیبانی‌کنندهٔ آنها بازداشت شده‌اند.
در این اطلاعیه گفته‌بودند که «مثلث شوم» سازمان منافقین و گرایش‌های انحرافی متصل به وهابیت و کمک‌های مالی آمریکا و بریتانیا و اسرائیل دخالت کرده‌بودند.
در بخش دیگری از این اطلاعیه آمده است:
وزارت اطلاعات با عرض تسلیت مجدد به بازماندگان آن شهید به‌خون‌خفته هشدار جدی به عوامل پشت پردهٔ آن ترور ناجوان‌مردانه [می‌دهد] و ضمن اعلام این که هرگز نقش هیچ‌یک از اضلاع خبیث این جنایت از یاد نخواهد برد و در موقعیت مناسب به اقدام مقتضی خواهد پرداخت با قاطعیت تأکید می‌نماید با هر گونه سناریویی برای فریب افکار عمومی و غائله‌آفرینی برخورد خواهد کرد.